# Vulkanizacija
Vulkanizacija je hemijski proces spajanja kaučuka i sumpora pri čemu se lančasti molekuli kaučuka povezuju u trodimenzionalnu prostorno mrežastu strukturu, što ima za posledicu izmenu fizičko-mehaničkih svojstava. Proizvod dobijen vulkanizacijom zovemo guma ili vulkanizat, koji za razliku od smese ima veliku elastičnost, jačinu na kidanje, otpornost prema trošenju, nerastvorljivost u organskim rastvaračima i drugo. Vulkanizacija se može definisati kao očvršćavanje elastomera, pri čemu se termini 'vulkanizacija' i 'očvršćavanje' ponekad koriste naizmenično u ovom kontekstu. Deluje tako što formira poprečne veze između delova polimernog lanca što rezultira povećanom krutošću i izdržljivošću, kao i drugim promenama u mehaničkim i električnim svojstvima materijala. Vulkanizacija, kao i očvršćavanje drugih termoreaktivnih polimera, je generalno nepovratna.
Posle pronalaska mastikacije kaučuka, najznačajniji dalji napredak je otkriće vulkanizacije. U Americi je Čarls Gudjir 1839. godine primenio sumpor kao punilo, a nešto kasnije je ustanovio da zagrevanjem smese kaučuka i sumpora nastaje nova smesa sa izmenjenim svojstvima. Naučnik Hankok patentirao je 1843. godine postupak vulkanizacije kaučuka uranjanjem u rastopljeni sumpor. Ova otkrića nazivamo toplom vulkanizacijom, a omogućila su dalji napredak gumarske tehnike.
Najmanja količina sumpora i kaučuka koja pokazuje izmenu svojstava pri vulkanizaciji iznosi 0,1 do 0,15%. Guma sa malim sadržajem vezanog sumpora ima veliko istezanje i vrlo malu tvrdoću. Najveća količina sumpora sa kojom se kaučuk može spojiti iznosi 32%. U takvom slučaju sve dvostruke veze u kaučuku stupile su u hemijsku reakciju sa sumporom, pa je i mreža najgušća. Pokretljivost molekula u gumi je neznatna, a tvrdoća najveća. Takvu gumu nazivamo ebonit ili tvrda guma.
Što je temperatura vulkanizacije viša to je i brzina spajanja kaučuka sa sumporom veća. Ipak u tom pogledu postoje ograničenja, jer pri vrlo visokim temperaturama dolazi do opadanja fizičko-mehaničkih svojstava, slabljenja tekstila, menjanje boje, nejednake vulkanizacije kroz celi presek proizvoda itd. Stoga vulkanizaciju izvodimo najčešće u granicama između 130 do 150 °, budući da pri tome postižemo najbolji kvalitet vulkanizata i povoljnu ekonomičnost.

## Prirodna vs vulkanizovana guma
Prirodna guma je lepljiva, lako se deformiše kad je topla, a krta je kad je hladna. U takvom stanju, ona je slab materijal kad je visok nivo elastičnosti potreban. Razlog za neelastične deformacije nevulkanizovane gume se može naći u njenoj hemijskoj strukturi. Guma se sastoji od dugih polimernih lanaca. Ti lanci se mogu nezavisno pokretati relativno jedan na drugog, što omogućava materijalu da promeni oblik. Umrežavanje uvedeno vulkanizacijom sprečava polimerne lance da se nezavisno kreću. Kao rezultat toga, kad se sila primeni na vulkanizovanu gumu ona se deformiše, ali se nakon prestanka dejstva sile, vraća u originalni oblik.

## Istorija
Lateksna guma je bila poznata hiljadama godina u mezoameričkim kulturama, gde je korišćena za pravljenje loptica, đonova za sandale, gumenih traka i vodootpornih kontejnera. Guma je prerađivana za specifične primene u carstvu Asteka — proizvodi od gume i lateksa su prerađivani i konstruisani, a zatim otpremani u prestonicu za upotrebu ili dalju distribuciju.
Rane gume sa gumenim cevima u 19. veku postale bi lepljive na vrelom putu, sve dok se krhotine ne bi zaglavile u njima i na kraju bi gume pukle.
Čarls Gudjir je 1830-ih radio na poboljšanju tih vazdušnih guma. Pokušao je da zagreje gumu kako bi sa njom pomešao druge hemikalije. Postojale su indikacije da to stvrdnjava i poboljšava gumu, iako je to bilo zbog samog zagrevanja, a ne korišćenih hemikalija. Ne shvatajući to, on se više puta susreo sa neuspesima kada njegove najavljene formule očvršćavanja nisu dosledno funkcionisale. Jednog dana 1839. godine, kada je pokušavao da pomeša gumu sa sumporom, Gudijer je slučajno ispustio smešu u vreli tiganj. Na njegovo zaprepašćenje, umesto da se dalje topi ili ispari, guma je ostala čvrsta, a kako je on povećavao toplotu, guma je postajala tvrđa. Gudjir je brzo razradio konzistentan sistem za ovo očvršćavanje, koje je nazvao vulkanizacijom zbog toplote. Iste godine je dobio patent i do 1844. godine je proizvodio gumu u industrijskim razmerama.

## Primene
Postoji mnogo upotreba za vulkanizovane materijale, od kojih su neki primeri gumena creva, đonovi za cipele, igračke, gumice, amortizeri, transportne trake, nosači/prigušivači vibracija, izolacioni materijali, gume i kugle za kuglanje. Većina gumenih proizvoda je vulkanizirana, jer to značajno produžava njihov životni vek, funkciju i snagu.

## Pregled
Za razliku od termoplastičnih procesa (proces rastapanja-zamrzavanja koji karakteriše ponašanje većine savremenih polimera), vulkanizacija je, kao i očvršćavanje drugih termoreaktivnih polimera, generalno nepovratna. U uobičajenoj upotrebi je pet tipova sistema za očvršćavanje:
- Sumporni sistemi
- Peroksidi
- Metalni oksidi
- Acetoksisilan
- Uretanski umreživači

## Vulkanizacija sumporom
Najčešći metodi vulkanizacije zavise od sumpora. Sumpor je sam po sebi sporo vulkanizirajuće sredstvo i ne vulkanizuje sintetičke poliolefine. Ubrzana vulkanizacija se sprovodi korišćenjem različitih jedinjenja koja modifikuju kinetiku umrežavanja; ova smeša se često naziva paketom za očvršćavanje. Glavni polimeri koji su podvrgnuti sumpornoj vulkanizaciji su poliizopren (prirodni kaučuk) i stiren-butadienska guma (SBR), koji se koriste za većinu guma za ulična vozila. Paket za očvršćavanje je prilagođen posebno za podlogu i aplikaciju. Reaktivna mesta — mesta izlečenja — su alilni atomi vodonika. Ove C-H veze su susedne dvostrukim vezama ugljenik-ugljenik. Tokom vulkanizacije, neke od ovih C-H veza su zamenjene lancima atoma sumpora koji se povezuju sa mestom očvršćavanja drugog polimernog lanca. Ovi mostovi sadrže između jednog i više atoma. Broj atoma sumpora u unakrsnoj vezi snažno utiče na fizička svojstva konačnog gumenog proizvoda. Kratke poprečne veze daju gumi bolju otpornost na toplotu. Unakrsne veze sa većim brojem atoma sumpora daju gumi dobre dinamičke osobine, ali manju otpornost na toplotu. Dinamička svojstva su važna za pokrete savijanja gumenog proizvoda, na primer, kretanje bočne strane gume. Bez dobrih osobina savijanja, ovi pokreti brzo formiraju pukotine i na kraju će dovesti do raskidanja gumenog proizvoda.

## Vulkanizacija polihloroprena
The vulcanization of neoprene or polychloroprene rubber (CR rubber) is carried out using metal oxides (specifically MgO and ZnO, sometimes Pb3O4) rather than sulfur compounds which are presently used with many natural and synthetic rubbers. In addition, because of various processing factors (principally scorch, this being the premature cross-linking of rubbers due to the influence of heat), the choice of accelerator is governed by different rules to other diene rubbers. Most conventionally used accelerators are problematic when CR rubbers are cured and the most important accelerant has been found to be ethylene thiourea (ETU), which, although being an excellent and proven accelerator for polychloroprene, has been classified as reprotoxic. The European rubber industry has started a research project SafeRubber to develop a safer alternative to the use of ETU.

## Vulkanizacija silikona
Vulkanizirajući silikon na sobnoj temperaturi (RTV) je napravljen od reaktivnih polimera na bazi ulja u kombinaciji sa mineralnim punilima za jačanje. Postoje dve vrste vulkanizirajućeg silikona na sobnoj temperaturi:
- RTV-1 (jednokomponentni sistemi); stvrdnjava se usled dejstva atmosferske vlage, katalizatora i acetoksisilana. Acetoksisilan, kada je izložen vlažnim uslovima, formira sirćetnu kiselinu.[14] Proces očvršćavanja počinje na spoljašnjoj površini i napreduje do njenog jezgra. Proizvod je upakovan u hermetički zatvorene patrone i nalazi se ili u tečnom ili u obliku paste. RTV-1 silikon ima dobre karakteristike prijanjanja, elastičnosti i izdržljivosti. Tvrdoća po Šoru može da varira između 18 i 60. Izduženje na prekidu može da se kreće od 150% do 700%. Imaju odličnu otpornost na starenje zbog vrhunske otpornosti na UV zračenje i vremenske uslove.
- RTV-2 (dvokomponentni sistemi); dvokomponentni proizvodi koji, kada se pomešaju, očvršćavaju na sobnoj temperaturi u čvrsti elastomer, gel ili fleksibilnu penu. RTV-2 ostaje fleksibilan od −80 do 250 °C (−112 do 482 °F). Do raspadanja dolazi na temperaturama iznad 350 °C (662 °F), ostavljajući inertni talog silicijum dioksida koji nije zapaljiv i ne gori. Mogu se koristiti za električnu izolaciju zbog svojih dielektričnih svojstava. Mehanička svojstva su zadovoljavajuća. RTV-2 se koristi za izradu fleksibilnih kalupa, kao i mnogih tehničkih delova za industriju i paramedicinsku primenu.

## Literatura
- Mary Joseph, Anu; George, Benny; Madhusoodanan, K. N.; Alex, Rosamma (април 2015). „Current status of sulphur vulcanization and devulcanization chemistry: Process of vulcanization”. Rubber Science. 28 (1): 82—121.
- Coran, A. Y. (3. 1. 2003). „Chemistry of the vulcanization and protection of elastomers: A review of the achievements”. Journal of Applied Polymer Science. 87 (1): 24—30. doi:10.1002/app.11659.
- Nasir, M.; Teh, G.K. (јануар 1988). „The effects of various types of crosslinks on the physical properties of natural rubber”. European Polymer Journal. 24 (8): 733—736. Bibcode:1988EurPJ..24..733N. doi:10.1016/0014-3057(88)90007-9.
- Engels, Hans-Wilhelm; Weidenhaupt, Herrmann-Josef; Pieroth, Manfred; Hofmann, Werner; Menting, Karl-Hans; Mergenhagen, Thomas; Schmoll, Ralf; Uhrlandt, Stefan (2011). Rubber, 9. Chemicals and Additives. Ullmann's Encyclopedia of Industrial Chemistry. ISBN 978-3527306732. doi:10.1002/14356007.a23_365.pub3.
- Aprem, Abi Santhosh; Joseph, Kuruvilla; Thomas, Sabu (јул 2005). „Recent Developments in Crosslinking of Elastomers”. Rubber Chemistry and Technology. 78 (3): 458—488. doi:10.5254/1.3547892.
- Venable, C. S.; Greene, C. D. (1. 4. 1922). „Solubility of Sulfur in Rubber”. Journal of Industrial & Engineering Chemistry. 14 (4): 319—320. doi:10.1021/ie50148a026.
- Guo, R.; Talma, A.G.; Datta, R.N.; Dierkes, W.K.; Noordermeer, J.W.M. (2008). „Solubility study of curatives in various rubbers”. European Polymer Journal. 44 (11): 3890—3893. Bibcode:2008EurPJ..44.3890G. doi:10.1016/j.eurpolymj.2008.07.054.
- Hewitt, Norman; Ciullo, Peter A. (1999). „Compounding Materials”. The rubber formulary. Noyes Publications. стр. 4–49. ISBN 9780815514343. doi:10.1016/B978-081551434-3.50003-8.
- Geer, W. C.; Bedford, C. W. (април 1925). „The History of Organic Accelerators in the Rubber Industry.”. Industrial & Engineering Chemistry. 17 (4): 393—396. doi:10.1021/ie50184a021.
- Whitby, G. Stafford. (октобар 1923). „Accelerators of Vulcanization.”. Industrial & Engineering Chemistry. 15 (10): 1005—1008. doi:10.1021/ie50166a007.
- Koval', I V (1996). „Synthesis and application of sulfenamides”. Russian Chemical Reviews. 65 (5): 421—440. Bibcode:1996RuCRv..65..421K. doi:10.1070/RC1996v065n05ABEH000218.
- Sebrei, L. B.; Boord, C. E. (октобар 1923). „1-Mercaptobenzothiazole and Its Derivatives as Accelerators of Rubber Vulcanization.”. Industrial & Engineering Chemistry. 15 (10): 1009—1014. doi:10.1021/ie50166a009.
- Nieuwenhuizen, P. J.; Reedijk, J.; van Duin, M.; McGill, W. J. (јул 1997). „Thiuram- and Dithiocarbamate-Accelerated Sulfur Vulcanization from the Chemist's Perspective; Methods, Materials and Mechanisms Reviewed”. Rubber Chemistry and Technology. 70 (3): 368—429. doi:10.5254/1.3538436.
- Nieuwenhuizen, Peter J.; Ehlers, Andreas W.; Haasnoot, Jaap G.; Janse, Sander R.; Reedijk, Jan; Baerends, Evert Jan (јануар 1999). „The Mechanism of Zinc(II)-Dithiocarbamate-Accelerated Vulcanization Uncovered; Theoretical and Experimental Evidence”. Journal of the American Chemical Society. 121 (1): 163—168. Bibcode:1999JAChS.121..163N. doi:10.1021/ja982217n.

## Spoljašnje veze
- Vulkanizacija